# St.-Annen-Kirche (Wolfsburg)

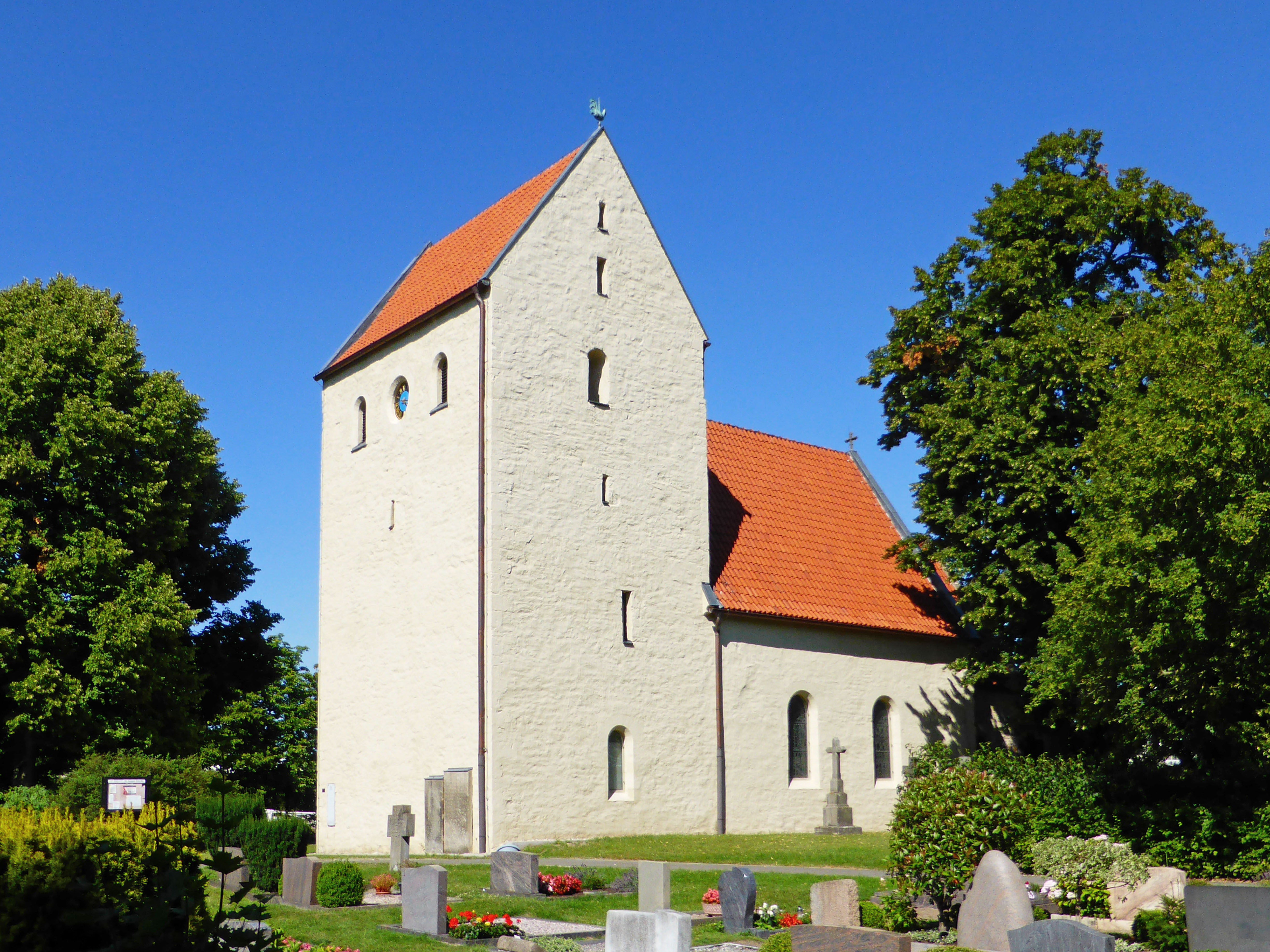
St.-Annen-Kirche mit verputzter Fassade nach der Renovierung von 2013

Die St.-Annen-Kirche ist eine evangelisch-lutherische Kirche im Stadtteil Heßlingen in Wolfsburg. Es handelt sich um eine um 1200 errichtete romanische Saalkirche. Sie ist das älteste Bauwerk im Stadtzentrum, eine der Kirchenglocken gehört zu den ältesten Glocken in Niedersachsen.

## Lage
Die Kirche befindet sich nahe dem Wolfsburger Stadtzentrum auf einem Friedhofsgelände in unmittelbarer Nachbarschaft zu einer verkehrsreichen Straßenkreuzung mit Hochbrücke. Im Umfeld der Kirche befand sich früher das Dorf Heßlingen, von dem sich nur einige Gebäude, hauptsächlich Fachwerkhäuser, erhalten haben.

## Baubeschreibung
Das heute vorhandene Bauwerk der St.-Annen-Kirche wurde um 1200 aus Bruchsteinmauerwerk errichtet. Der Kirchturm hat 1,5 Meter starke Mauern mit schmalen Fensteröffnungen, was eine frühere Funktion als Wehrkirche annehmen lässt. Erst 1868 wurde das massive Turmmauerwerk zum Kircheninneren geöffnet. Das Innere der Kirche ist schlicht gehalten. Die Wände weisen einen hellen Lehmputz auf. Eine der beiden Glocken ist von 1468. Die andere wurde um 1250 gegossen und gehört zu den ältesten Kirchenglocken in Niedersachsen. Die Durchmesser der Glocken betragen 812 mm bei der größeren Glocke und 773 mm bei der kleineren. Die Glocken läuten mit den Schlagtönen h′-1 und dis″-1.

## Geschichte

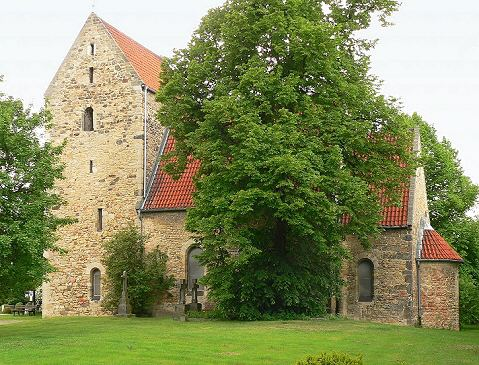
St.-Annen-Kirche mit Bruchsteinmauerwerk vor der Renovierung

Die St.-Annen-Kirche hatte möglicherweise einen Vorgängerbau aus dem 12. Jahrhundert, der sich als Wehrkirche an einer erhöhten Stelle in der Niederung der Aller befunden haben soll. Erstmals urkundlich erwähnt wurde das Gotteshaus 1302 in einer Urkunde derer von Bartensleben, die das Patronat über die Kirche innehatten. Darin wird von einem Hildebrandus, Pfarrer de heslinghe, berichtet.
Im Dreißigjährigen Krieg erlitt die Kirche starke Beschädigungen durch einen Brand, wodurch die Nordwand des Kirchenschiffs zerstört wurde. 1661 erfolgte unter Leitung eines Oebisfelder Zimmermanns der Wiederaufbau mit vergrößerten Fenstern. Eine weitere Bauveränderung erfolgte 1868 im Auftrag von Gräfin Ann von der Schulenburg, die unter anderem den Eingang nach Westen verlegen ließ. 1959/60 erfolgte eine Renovierung durch Architekt Frank D. Hemmer, bei der die Kirche ihre ursprüngliche Gestalt mit der Rückverlegung des Eingangs nach Norden wieder bekam. Am 25. März 1961 wurde die renovierte Kirche neu geweiht.
1963 wurde die St.-Annen-Kindertagesstätte im Stadtteil Hellwinkel gegründet, dort befinden sich auch der Gemeindesaal und das Pfarramt. Seit 2006 gehört die bisherige St.-Annen-Gemeinde der evangelisch-lutherischen Stadtkirchengemeinde an.
Im Zuge einer Fassadenrenovierung wurden 2013 große Teile der Kirche mit einem hellen Putz überzogen, so dass die Bruchsteine nicht mehr zu erkennen sind.

## Orgel
Die Orgel der St.-Annen-Kirche wurde 1966 von dem Orgelbauer Kemper erbaut und zuletzt im Jahre 2010 von der Orgelbaufirma Dutschke in Salzwedel umfassend restauriert. Das in Bass- und Diskant-Seite geteilte Schleifladen-Instrument hat sechs Manualregister und ein Pedalregister. Die Trakturen sind mechanisch.
| I Manualwerk C–h0/c1-g3 |           |    |
| 1.                      | Gedackt   | 8′ |
| 2.                      | Prinzipal | 4′ |
| 3.                      | Rohrflöte | 4′ |
| 4.                      | Gemshorn  | 2′ |

| (Fortsetzung) |                     |
| 5.            | Sesquialtera (D) II |
| 6.            | Scharff III-IV      |
|               | Tremulant           |

| Pedal C–f1 |               |     |
| 7.         | Gedacktpommer | 16′ |

- Koppel: Pedalkoppel